# Bécs–Pozsony–Budapest Szupermaraton
A Bécs–Pozsony–Budapest Szupermaraton (2005-ig Bécs–Budapest Szupermaraton) egy 320 kilométeres, ötnapos ultramaratoni és váltóverseny Ausztria, Szlovákia és Magyarország fővárosai között.

## Története
A Pest Megyei Atlétika Szövetség 1990 és 2009 között rendezte meg a versenyt. A 2010-es viadal szervezési és anyagi nehézségek miatt elmaradt.
A mezőny a verseny első 15 évében Bécs és Budapest között haladt, de egy 2006-os útvonal-változtatással Pozsony is része lett a szupermaratonnak. A változtatással az útvonal 352 kilométerről 320 kilométerre rövidült. Ez a módosítás a második napi 116 kilométeres távot 84 kilométerre rövidítette, ami több résztvevő szerint jelentősen megváltoztatta a verseny dinamikáját. A rövidebb nap a teljesítést megkönnyítette, viszont a versenyt lényegesen felgyorsította.
Az egyéni verseny a kilencvenes évek elején gyorsan fejlődött, és 1995-ben már 65 egyéni futó rajtolt. A felfutás után azonban a verseny lassú hanyatlásnak indult. Több versenyző egybehangzó véleménye szerint a szervezők a váltóverseny előnyére elhanyagolták az egyéni versenyszámot. A futók számára biztosított szolgáltatások romlása miatt az egyéni futók elmaradtak. Az 1995-ös 65 fős csúcslétszám után 2003-ra 30 főre zsugorodott a mezőny. A 2006-os útvonalváltozást követően a létszám rövid időre ismét megduzzadt, de a rendezvény problémái nem oldódtak meg, és 2009-re az indulók száma 31-re esett vissza.
A váltóverseny a kezdeti 55 csapatról gyorsan növekedett, és 2006-ra elérte a 167-et, de a rendezéssel kapcsolatos nehézségek itt is hanyatláshoz vezettek, és 2009-re a létszám 112 csapatra apadt. Nagy csapás volt, amikor a pénzügyi nehézségek miatt a rendezők drasztikusan csökkentették a helyezetteknek járó pénzdíjat.

## A verseny
A váltóversenyen ötfős csapatok versenyeznek. Az első négynapi táv négy különböző szakaszból áll, és az öt váltótagból négy fut, míg az utolsó napon az összes váltótag egyszerre versenyez, és a négy legjobb csapattag ideje számít a csapat eredményébe.
Az egyéni verseny díjazása a magyar ultrafutásban példátlan, és nemzetközi mércével mérve is jelentős, mintegy 25 millió forint. Az első helyezettek másfél millió forintnak megfelelő pénz-, tárgy- és egyéb jutalmat kapnak, míg a második helyezettek jutalma 1,1 millió forint, a harmadik helyezetteké 800 ezer forint. A rendezvényt görkorcsolya- és kerékpárverseny, túra- és csatlakozó futások egészíti ki.

## Győztesek
Nők
| Év   | Bajnok                     | Ország *       |
| 1990 | Vass Márta                 |                |
| 1991 | Vass Márta                 |                |
| 1992 | Vass Márta                 |                |
| 1993 | Vass Márta                 |                |
| 1994 | Eleanor Robinson           | Nagy-Britannia |
| 1995 | Maria Alzira da Silva      | Portugália     |
| 1996 | Jelena Siderenkova         | Oroszország    |
| 1997 | Bérces Edit                |                |
| 1998 | Farkas Ágota               |                |
| 1999 | Martina Bytchkova          | Oroszország    |
| 2000 | Bérces Edit                |                |
| 2001 | Maria Bak                  | Németország    |
| 2002 | Maria Bak                  | Németország    |
| 2003 | Marina Bytchkova           | Oroszország    |
| 2004 | Maria Bak                  | Németország    |
| 2005 | Maria Bak                  | Németország    |
| 2006 | Maria Bak                  | Németország    |
| 2007 | Maria Bak                  | Németország    |
| 2008 | Maria Bak                  | Németország    |
| 2009 | Maria Bak                  | Németország    |
| 2010 | ELMARADT                   |                |
| 2011 | NEM INDULT NŐI VERSENYZŐ   |                |
| 2012 | Czibók Ágnes               |                |
| 2013 | Frida Södermark            | Svédország     |
|      | * A nem jelölt futó magyar |                |

| Bajnok                | Ország | Győzelmek száma           |
| Maria Bak             | GER    | 8 /2001, 2002, 2004-2009/ |
| Vass Márta            | HUN    | 4 /1990-1993/             |
| Bérces Edit           | HUN    | 2 /1997, 2000/            |
| Martina Bytchkova     | RUS    | 2 /1999, 2003/            |
| Eleanor Robinson      | GBR    | 1 /1994/                  |
| Maria Alzira da Silva | POR    | 1 /1995/                  |
| Jelena Siderenkova    | RUS    | 1 /1996/                  |
| Farkas Ágota          | HUN    | 1 /1998/                  |
| Czibók Ágnes          | HUN    | 1 /2012/                  |
| Frida Södermark       | SWE    | 1 /2013/                  |

Férfiak
| Év   | Bajnok                     | Ország *      |
| 1990 | Kis-Király Ernő            |               |
| 1991 | Kis-Király Ernő            |               |
| 1992 | Bogár János                |               |
| 1993 | Kis-Király Ernő            |               |
| 1994 | Bogár János                |               |
| 1995 | Bogár János                |               |
| 1996 | Bogár János                |               |
| 1997 | Bogár János                |               |
| 1998 | Bogár János                |               |
| 1999 | Konstantin Santalov        | Oroszország   |
| 2000 | Vozár Attila               |               |
| 2001 | Vozár Attila               |               |
| 2002 | Anatolij Krouglikov        | Oroszország   |
| 2003 | Thomasz Chawawko           | Lengyelország |
| 2004 | Vozár Attila               |               |
| 2005 | Jarosław Janicki           | Lengyelország |
| 2006 | Jarosław Janicki           | Lengyelország |
| 2007 | Jarosław Janicki           | Lengyelország |
| 2008 | Jarosław Janicki           | Lengyelország |
| 2009 | Jarosław Janicki           | Lengyelország |
| 2010 | ELMARADT                   |               |
| 2011 | Németh Csaba               |               |
| 2012 | Zabari János               |               |
| 2013 | Zabari János               |               |
|      | * A nem jelölt futó magyar |               |

| Bajnok              | Ország | Győzelmek száma      |
| Bogár János         | HUN    | 6 /1992, 1994-1998/  |
| Jaroslaw Janicki    | POL    | 5 /2005-2009/        |
| Kis-Király Ernő     | HUN    | 3 /1990, 1991, 1993/ |
| Vozár Attila        | HUN    | 3 /2000, 2001, 2004/ |
| Zabari János        | HUN    | 2 /2012, 2013/       |
| Konstantin Santalov | RUS    | 1 /1999/             |
| Anatolij Krouglikov | RUS    | 1 /2002/             |
| Thomasz Chawawko    | POL    | 1 /2003/             |
| Németh Csaba        | HUN    | 1 /2011/             |

## Útvonal
| Nap    | Szakasz                              | Táv      | Szintidő |
| 1. nap | Bécs, Práter – Pozsony               | 93,6 km  | 10 óra   |
| 2. nap | Pozsony – Győr                       | 84 km    | 9:45 óra |
| 3. nap | Győr – Tata                          | 60,8 km  | 7:00     |
| 4. nap | Tata – Budakeszi                     | 59,2 km  | 6:50     |
| 5. nap | Budakeszi – Budapest, Kós K. sétány* | 21,09 km | 2:30 óra |

- A 2011 évi befutó helyszíne a Tabánban, a Czakó utcai Sport és Szabadidőközpontban volt.